# كارلوس إميليو موراليس
كارلوس إميليو موراليس هو عازف قيثارة جاز وعازف قيثارة كوبي، ولد في 6 نوفمبر 1939 في هافانا في كوبا، وتوفي بنفس المكان في 13 نوفمبر 2014.

## وصلات خارجية
- كارلوس إميليو موراليس على موقع ميوزك برينز (الإنجليزية)
- كارلوس إميليو موراليس على موقع ديسكوغز (الإنجليزية)